# 불릿 (소프트웨어)
불릿(Bullet)은 충돌 감지, 강체/연체 물리 시뮬레이션을 위한 전문 물리 라이브러리이다. 에르윈 커우먼스(Erwin Coumans가 주도하는 오픈 소스 물리 엔진으로, ZLib라이센스 하에 무상으로 상업적 용도의 사용이 가능하다. 최근에 적용사례가 증가하고 있으며 PhysX, 하복 물리 엔진 다음으로 많이 알려진 물리엔진이다.

## 같이 보기
- 하복 물리 엔진
- 피직스
- 오픈 다이내믹 엔진
- Box2D